# Noureddine Naybet
Noureddine Naybet - em árabe, نور الدين نبيت (Casablanca, 10 de fevereiro de 1970) - é um ex-futebolista marroquino que jogava como defensor. É considerado um dos melhores jogadores da história de seu país.

## Carreira

### Por clubes
Naybet começou a carreira em 1989, no Wydad Casablanca, clube da sua cidade. Ficou por lá até 1993, quando o jovem zagueiro pediu para ser transferido para uma equipe maior. O destino escolhido foi o Nantes, onde atuou durante um ano.
Teve uma boa passagem pelo Sporting em 1994, quando foi contratado para substituir o holandês Stan Valckx, vendido ao PSV.
Deixou os Leões de Alvalade em 1996, e assinou com o Deportivo, que vinha em franca ascensão no futebol espanhol. Nos primeiros anos, não chegou com o status de titular absoluto, situação esa que mudou a partir do final da década de 1990. Naybet chegou perto de ser contratado pelo Manchester United em 1999, tendo inclusive ido à Inglaterra para fazer exames. No entanto, foi reptrovado nos exames -  o francês Mikael Silvestre foi contratado no seu lugar. A diretoria do Depor chegou a agradecer pelos médicos do Manchester terem errado.
No ano de 2000, Naybet teve dois entreveros com Javier Irureta, treinador na fase áurea do Deportivo, que chegou a repreender duramente o marroquino em dois treinos - primeiro por ter cortado uma bola com o calcanhar, causando raiva em Irureta, que pediu para o zagueiro jogar sério, e Naybet não reagiu. Na segunda repreensão, Naybet chutou de canela uma bola, fazendo com que o treinador "explodisse". Naybet e Irureta não partiram para a agressão por causa da "turma do deixa-disso".
Com o passar do tempo, o cofre do Depor se esvaziava cada vez mais, e Naybet foi vendido para o Tottenham por um milhão de euros (número pequeno para os padrões do futebol inglês).
Apesar de ter disputado trinta partidas, chegando inclusive a marcar um gol, Naybet ficava mais no banco de reservas, por opção do treinador holandês Martin Jol. Mesmo assim, sua vasta experiência e visão de jogo trouxeram excelentes resultados ao lado dos seus companheiros de defesa, Ledley King e Michael Dawson.
Ao final da temporada 2005/06, Naybet rescindiu o contrato com o Tottenham, mas nenhum outro clube quis se interessar no zagueiro, que decidiu, pouco tempo depois, anunciar o encerramento de sua carreira, aos 36 anos.

## Seleção
Naybet foi internacional por 115 vezes pela Seleção de Marrocos. Estreou em 1990, em amistoso contra a Tunísia, e disputou as Olimpíadas de 1992. Esteve também nas Copas de 1994 e 1998.
Naybet, que marcou um gol contra a Etiópia, em 1997, disputou também seis edições da Copa Africana de Nações (1992, 1998, 2000, 2002, 2004 e 2006).

## Títulos
Wydad Casablanca
- Campeonato marroquino: 1989/1990,1990/1991,1992/1993
- Liga dos campeões da África 1992

Deportivo La Coruña
- Campeonato espanhol: 1999/2000
- Copa do rei :2001/2002
- Super copa da Espanha: 2000/2002

Sporting
- Taça de portugal :1994/1995
- Super taça Cândido de Oliveira :1995